# منتخب بلجيكا تحت 18 سنة لهوكي الجليد للرجال
منتخب بلجيكا تحت 18 سنة لهوكي الجليد للرجال هو ممثل بلجيكا تحت 18 سنة الرسمي في المنافسات الدولية في هوكي الجليد
.